# 索雷
索雷（羅馬化：Soly）是白俄羅斯的城鎮，位於斯莫爾貢以西的奧什米揚卡河畔，距離格羅德諾252公里，由格羅德諾州負責管轄，2004年人口1,475。在1921年簽署的里加和約中，該鎮被納入波蘭第二共和國的維爾諾省管轄範圍。